# 2012년 5월
| 2012년: 1월 · 2월 · 3월 · 4월 · 5월 · 6월 · 7월 · 8월 · 9월 · 10월 · 11월 · 12월 |

| <          | 2012년 5월  | 2012년 5월    | 2012년 5월 | 2012년 5월 | 2012년 5월 | >          |
| 일         | 월          | 화            | 수         | 목         | 금         | 토         |
|            |             | 1 윤3.11 임술 | 2 12 계해  | 3 13 갑자  | 4 14 을축  | 5 15 병인  |
| 6 16 정묘  | 7 17 무진   | 8 18 기사     | 9 19 경오  | 10 20 신미 | 11 21 임신 | 12 22 계유 |
| 13 23 갑술 | 14 24 을해  | 15 25 병자    | 16 26 정축 | 17 27 무인 | 18 28 기묘 | 19 29 경진 |
| 20 30 신사 | 21 4.1 임오 | 22 2 계미     | 23 3 갑신  | 24 4 을유  | 25 5 병술  | 26 6 정해  |
| 27 7 무자  | 28 8 기축   | 29 9 경인     | 30 10 신묘 | 31 11 임진 |            |            |

| - 5월 20일 - 로빈 깁 - 5월 17일 - 도나 서머 - 5월 13일 - 진창현 - 5월 9일 - 비달 사순 - 5월 6일 - 프랑스 대통령 선거 결선투표 편집하기 |

## 2012년5월 30일(수요일)
정치
- 시에라리온 특별법정이 전쟁범죄로 기소된 찰스 테일러 라이베리아 전 대통령에게 징역 50년을 선고하다.

## 2012년5월 29일(화요일)
정치
- 일부 국가들이 시리아의 훌라 학살을 비난하며 자국 주재 시리아 대사를 추방하다.

## 2012년5월 28일(월요일)
정치
- 영국 출신의 노동운동가 가이 라이더가 국제 노동 기구의 신임 사무총장으로 선출되다.

## 2012년5월 27일(일요일)
정치
- 유엔 안전보장이사회가 최소 116명이 사망한 시리아의 훌라 학살을 강력하게 규탄하다.

문화
- 오스트리아의 영화감독 미카엘 하네케가 칸 영화제에서 황금종려상을 수상하다.

## 2012년5월 26일(토요일)
문화
- 유로비전 송 콘테스트에서 스웨덴의 가수 로린이 유포리어를 불러 우승을 차지하다.

## 2012년5월 25일(금요일)
과학
- 미국의 민간 우주항공사 스페이스 X의 드래건이 처음으로 국제 우주 정거장에 화물을 수송하다.

## 2012년5월 23일(수요일)
집회/시위
- 스페인에서 자국의 긴축 정책을 반대하는 시위가 곳곳에서 열리다.

우주과학
- 미국에서 민간기업이 만든 우주선이 처음으로 발사되다.

## 2012년5월 22일(화요일)
경제
- 피치가 일본의 신용등급을 2단계 강등하다.

## 2012년5월 21일(월요일)
부고
- 비 지스의 보컬 로빈 깁이 영국 런던의 자택에서 암과 합병증으로 사망하다.

과학
- 일본, 북태평양, 미국 서부 등에서 금환일식이 관측되다. 대한민국에서는 부분일식으로 관측되다.

## 2012년5월 18일(금요일)
우주과학
- 대한민국의 세 번째 실용위성 아리랑 3호가 일본에서 발사되다.

사고
- 강원도 양구군에서 수학여행 중인 학생들을 태운 관광버스가 내리막 도로에서 추락하여 학생 38명을 포함 41명이 부상을 입다.

## 2012년5월 17일(목요일)
부고
- 그래미상을 5차례 수상하였던 미국의 여자 가수 도나 서머가 폐암으로 사망하다.

## 2012년5월 16일(수요일)
정치
- 그리스가 6월 17일에 2차 총선을 치르기로 결정하다.

## 2012년5월 15일(화요일)
정치
- 새누리당의 새 대표에 황우여가 선출되다.
- 프랑수아 올랑드가 프랑스 대통령에 취임하고 직후에 앙겔라 메르켈 독일 총리와 회담을 가지다.

문화
- 대한민국 전주시가 유네스코 음식창의도시에 선정되다.

## 2012년5월 14일(월요일)
스포츠
- 잉글랜드 프리미어리그 최종전에서 맨체스터 시티가 퀸즈 파크 레인저스에 3:2 승을 거두고 44년 만에 우승을 차지하다.

정치
- 통합진보당 비당권파가 주도한 전자투표에서 강기갑 의원을 비상대책위원장으로 한 비상대책위원회가 출범하고 비례대표 총사퇴 결의 안건이 통과되다.

## 2012년5월 12일(토요일)
문화
- 대한민국 전라남도 여수에서 여수 엑스포 개막식이 치러지다.

## 2012년5월 10일(목요일)
사고
- 인도네시아 자카르타 상공에서 50명을 태우고 시험비행하다 실종된 수호이 슈퍼제트 100의 잔해가 자카르타 남쪽 산악지대에서 발견되다.

## 2012년5월 9일(수요일)
부고
- 헤어디자이너 비달 사순이 미국 로스앤젤레스 자택에서 노환으로 사망하다.

사회
- 일본 정부가 지난해 방사능 유출사고가 발생한 후쿠시마 제1 원자력 발전소의 운영사인 도쿄 전력에 공적자금을 투입해 국유화하기로 결정하다.

## 2012년5월 7일(월요일)
정치
- 블라디미르 푸틴이 정식으로 러시아 대통령에 취임하다.

## 2012년5월 6일(일요일)
선거
- 프랑스 대통령 선거 결선 투표에서 프랑스 사회당의 프랑수아 올랑드가 승리하여 제24대 프랑스 대통령으로 선출되다.
- 그리스에서 총선이 실시되다.

## 2012년5월 5일(토요일)
사고
- 부산광역시 부전동의 한 노래방에서 화재가 발생하여 9명이 사망하고 25명이 부상을 입는 사고가 발생하다.
- 이탈리아에서 버스 추락 사고가 발생하여 5명이 사망하다.

사회
- 일본에서 유일하게 가동 중이던 홋카이도 도마리 원자력 발전소가 점검을 위해 가동을 중단하여 일본 내에서 가동 중인 원자력 발전소가 하나도 없게 되다.

## 2012년5월 4일(금요일)
정치
- 민주통합당의 새로운 원내대표로 박지원이 선출되다.

## 2012년5월 2일(수요일)
사회
- 조현오 경찰청장 후임으로 김기용 경찰청 차장이 취임하다.

경제
- 대한민국과 중화인민공화국이 FTA 협상을 개시하기로 선언하다.

## 2012년5월 1일(화요일)
사회
- 대한민국 검찰이 파이시티 인허가 로비의혹과 관련하여 최시중 전 방송통신위원장을 구속수감하다.